# 페라리 FXX
페라리 FXX(영어: Ferrari FXX)는 페라리에서 2005년부터 2007년까지 한정 생산했던 트랙 전용 차종이다.

## 개요

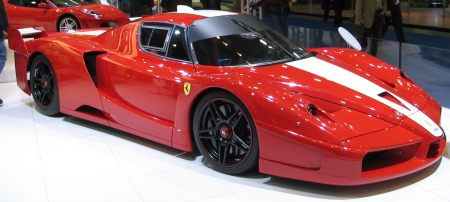
페라리 FXX

페라리 엔초를 기반으로 제작된 차종이다. 페라리 FXX의 엔진은 페라리 엔초를 기반으로 하지만 배기량은 5,998 cc (6.0 L; 366.0 cu in)에서 6,262.45 cc (6.3 L; 382.2 cu in)로 증가했다. 출력도 7,800rpm에서 엔초의 660 PS (485 kW; 651 hp)에서 8,500rpm에서 800 PS (588 kW; 789 hp)로 증가하였다.

## 사양

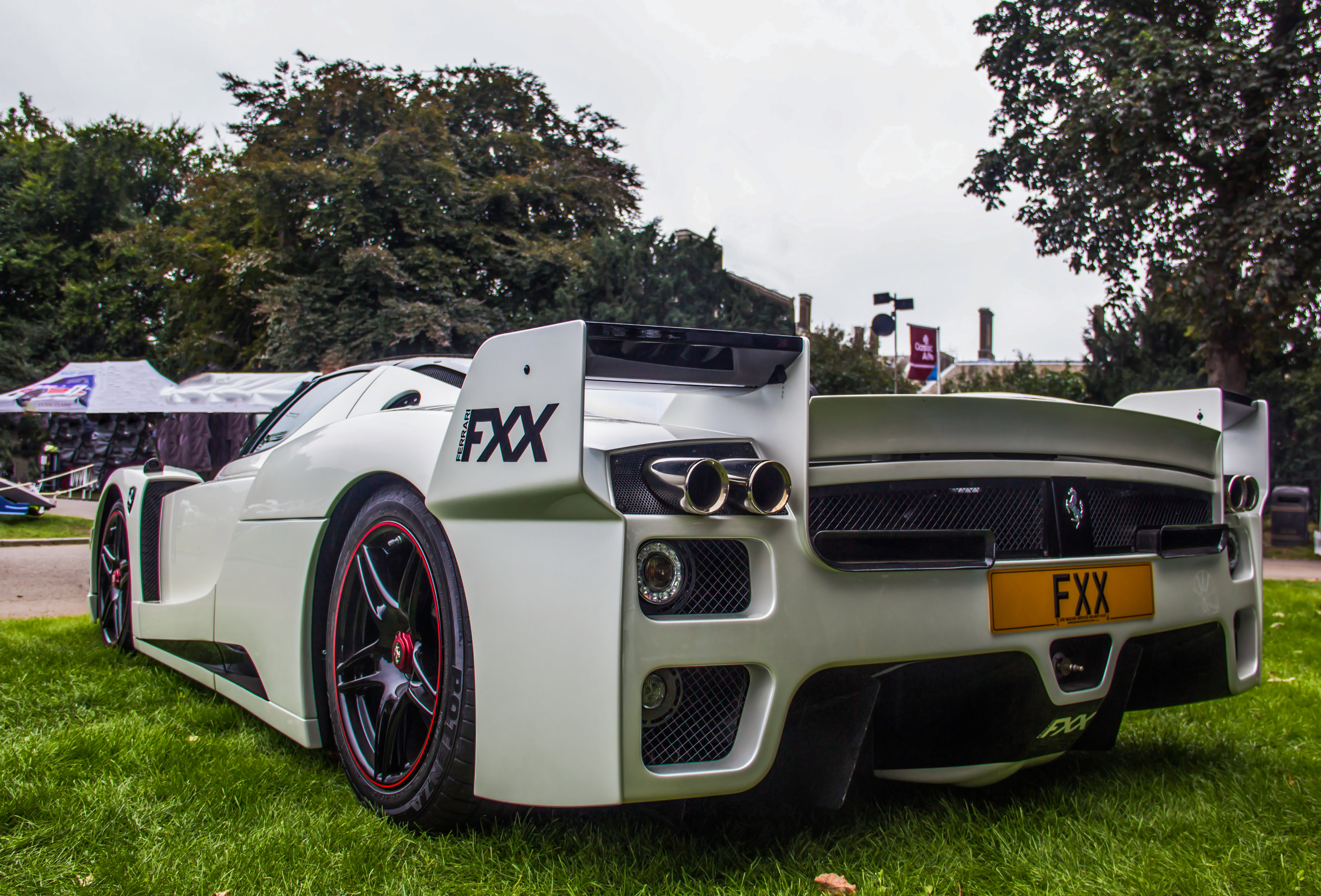
페라리 FXX의 후방

- 엔진: 6,262.5 cc (6.26245 L) longitudinal, rear-mid-mounted, 65-degree, naturally aspirated aluminum V12[1]
- 연료 시스템: Bosch Motronic ME7 Sequential Electronic Injection
- 전비중량: 1,155 kg (2,546 lb)[1]
- 최고출력: 800 PS (588 kW; 789 hp) at 8,500 rpm[1]
- 특정 출력: 128 PS (94 kW; 126 hp) per litre[1]
- 최고 속도: 345 km/h (214 mph)[1]
- 전륜 (치수): 483 mm (19.0 in) x 229 mm (9.0 in)
- 후륜 (치수): 483 mm (19.0 in) x 330 mm (13.0 in)
- 전방 트랙: 1,660 mm (65.4 in)[3]
- 후방 트랙: 1,650 mm (65.0 in)
- 현가장치: 푸시로드 작동 코일 쇼크 장치가 있는 더블 위시본, 적응형 댐퍼, 전자식 쇼크 업소버, 안티롤 바

## 변형 차종

### FXX 에볼루치오네

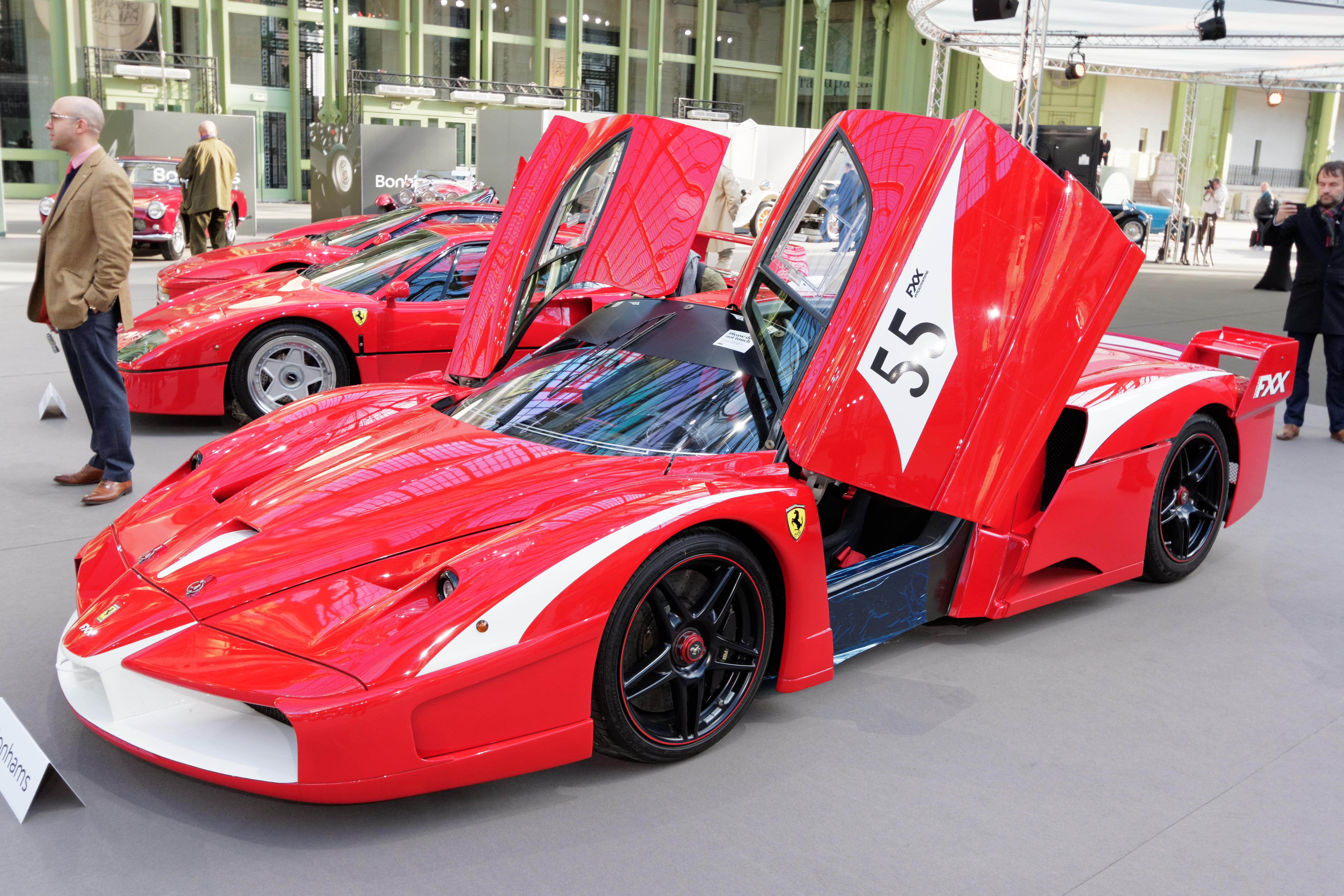
페라리 FXX 에볼루치오네

페라리 FXX 에볼루치오네 키트의 V12 엔진은 9,500rpm에서 860PS (633kW, 848hp)이다.